# Segen der Erde (Film)
Segen der Erde ist ein norwegischer Spielfilm von Gunnar Sommerfeldt aus dem Jahr 1921. Der Stummfilm in sieben Akten ist die erste Verfilmung des Romans Segen der Erde von Knut Hamsun, für den der Schriftsteller im vorhergehenden Jahr den Nobelpreis für Literatur erhielt.

## Handlung
In der unberührten norwegischen Wildnis, weitab von anderen Menschen siedelt sich Isak an. Er baut eine Torfhütte, rodet Bäume und tauscht im Winter im Dorf Baumrinden gegen Lebensmittel. Eine Frau für seine Einöde sucht er dort jedoch vergeblich.
Im nächsten Frühjahr läuft ihm Inger zu. Die hat zwar eine Hasenscharte, aber beginnt dafür ein gemeinsames Leben mit Isak. Durch schwere körperliche Arbeit bei Ackerbau und Viehzucht bringen sie es zu bescheidenem Wohlstand mit Holzhaus, Pferd und Schlitten. Inger gebärt Isak im Jahresabstand zwei Söhne und erhält regelmäßig Besuch von ihren Verwandten und Bekannten Oline und Os-Anders. Bei einem Besuch Os-Anders' während ihrer dritten Schwangerschaft erfährt Inger, dass Isak das Land nicht gehört und er es eigentlich kaufen müsste. Os-Anders hat auch einen toten Hasen dabei, was Inger als schlechtes Omen schockiert.
Amtmann Geissler besucht Isak gemeinsam mit dem Gutachter Brede Olsen und registriert dessen Land unter dem Namen „Sellanraa“. Geissler verliert wenig später wegen Untreue seine Stellung und geht davon – nicht ohne Isak zum Erwerb weiteren Lands zu raten, da es weitere Interessenten gebe.
Inger gebärt, wie auch zuvor in Abwesenheit von Isak, ein drittes Kind. Es ist ein Mädchen mit der befürchteten Hasenscharte, das sie sofort nach der Geburt tötet. Beim Vergraben des Kindes wird sie von Oline beobachtet, die die Sache Isak verrät und anschließend im Dorf breitträgt. Inger wird nach längeren Verhandlungen zu acht Jahren Zuchthaus verurteilt und mit einem Schiff ins Gefängnis gebracht, wo sie ihr viertes Kind bekommt. Sie arbeitet im Frauengefängnis während Isak auf dem Landgut arbeitet. Der ehemalige Gehilfe Geisslers, Brede Olsen, ist mit seiner Tochter Barbro Isaks neuer Nachbar geworden. Als eine Telegrafenleitung durchs Gebirge gezogen werden soll, übernimmt Brede Olsen den Inspektorenposten.
Geissler kehrt einige Jahre nach seiner Flucht zurück. Er hatte bei seinem ersten Besuch bei Isak metallhaltige Steine bei Isaks Kindern gesehen, die sich nun als Kupfer herausstellen. Geissler kauft von Isak das Land, auf dem die Steine gefunden wurden, für 200 Taler und gibt ihm zehn Prozent Gewinnbeteiligung – er errichtet dort eine Kupferhütte. Sein Hof wird von Aksel Strøm geführt.
Bei ihrer Entlassung holt Isak Inger und die gemeinsame Tochter Leopoldine ab. Die Gegend hat sich mittlerweile entwickelt, es gibt sechs neue Anwesen. Ihre Söhne Eleseus und Sivert sind erwachsen. Isaks Nachbar Aksel Strøm hat ein Auge auf Brede Olsens Tochter Barbro geworfen. Beim Tanz am Samstag kommen sie zusammen, sie zieht zu ihm.
Als die Kupfergruben nicht mehr genügend Gewinn abwerfen, macht sich Arbeitslosigkeit breit. Geissler verkauft das Land und Isak bekommt seinen Anteil in Höhe von 4000 Talern. Aksel übernimmt den Telegrafenposten, den Brede Olsen verliert. Barbro ist unehelich schwanger von Aksel und gebärt das Kind heimlich im Wasser. Oline wird erneut Zeuge der Tat und verbreitet die offenbare Kindstötung im Ort. Barbro wird jedoch vor Gericht freigesprochen. Sie kehrt zu Aksel zurück. Sivert hat sich in Jensine, das neue Dienstmädchen auf „Sellanraa“, verliebt. Im folgenden Frühjahr wird eine Doppelhochzeit gefeiert.

## Hintergrund
Der Film wurde vom dänischen Regisseur Gunnar Sommerfeldt mit dänischem Kameramann und einigen norwegischen und dänischen Theaterschauspielern inszeniert und hatte im Dezember 1921 Premiere.
Die Originalmusik zum Film wurde von dem namhaften Violinisten und Kapellmeister des norwegischen Nationaltheaters (1915–1917) Leif Halvorsen komponiert.
Der Film und die Originalpartitur der Musik galten lange Zeit als verschollen. Nachdem eine unvollständige Kopie des Films in New York aufgefunden wurde, entdeckte das Niederländische Filmmuseum 1991 eine weitere Kopie. Aus beiden Quellen wurde der Film 1993 mit Unterstützung des Lumière-Projektes aus dem MEDIA-Programm der EU wieder hergestellt. Der Notensatz der Originalmusik wurde 1994 im Archiv des Norwegischen Rundfunks entdeckt.
Gegenüber der Originallänge fehlen heute etwa 20 Minuten Filmmaterial.